# Ptilopsis
A Ptilopsis  a madarak osztályának bagolyalakúak (Strigiformes) rendjébe és a bagolyfélék (Strigidae) családjába tartozó nem.
Az ide tartozó fajok Afrika területén honosak.

## Rendszerezés
A nembe az alábbi 2 faj tartozik:
- pamatos füleskuvik (Ptilopsis leucotis)
- déli pamatos füleskuvik (Ptilopsis granti)